# 12 평균율

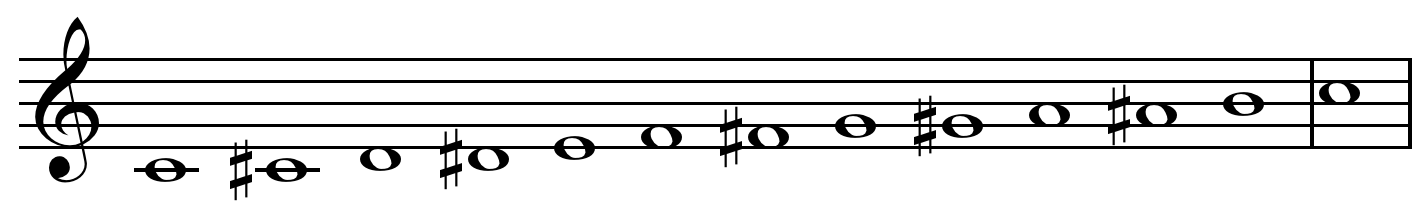
C 음계, 12 평균율 반음계, 한 옥타브 오름차순, 올림표만 표기.

12 평균율 (12-TET, 12 equal temperament)은 음률 중 하나로, 한 옥타브를 12등분한 평균율이다.
각 부분은 로그 눈금으로, 비율은 2의 12제곱근 ( 12√2 ≈ 1.05946)과 같다. 결과적으로, 가장 작은 간격은 한 옥타브의 1⁄12과 같다. 이 간격은 반음이라고 정한다.
12 평균율은 현대 음악에서 가장 널리 퍼진 음률이다. 이는 18세기 이래로 서양 음악의 주된 음률로, 클래식 음악 부터 시작되었다.
현대에 들어서 12 평균율은 일반적으로 표준 음높이 440Hz에 상대적으로 조정된다. 440Hz는 A440이며, 한 A 음이 440 헤르츠로 조율되어 있고 다른 모든 음은 그보다 높거나 낮은 주파수로써 반음 단위로 정의된다. 표준 음높이는 항상 440Hz가 아니었다. 지난 수 세기 동안 다양해지고 일반적으로 증가해왔던 것이다.

## 수학적 속성

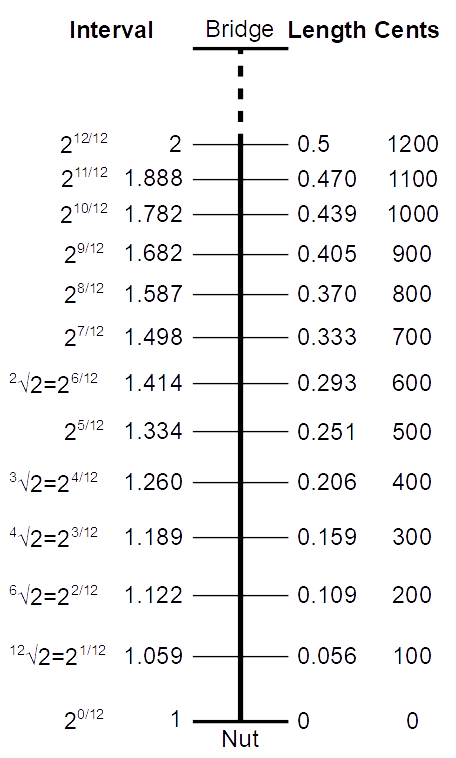
모노코드의 12-ET의 1옥타브

1옥타브를 12등분하는 12 평균율에서 반음의 폭, 즉 인접한 두 음표 사이의 간격의 주파수 비율은 2의 12제곱근이다.
{\displaystyle {\sqrt[{12}]{2}}=2^{\frac {1}{12}}\approx 1.059463}

### 절대 주파수 계산
12 평균율의 음의 주파수를 구하려면 다음의 공식이 사용될 수 있다.
{\displaystyle P_{n}=P_{a}\left({\sqrt[{12}]{2}}\right)^{(n-a)}}
이 공식에서 Pn은 음높이 혹은 주파수를 나타내며, Pa는 기준 음높이의 주파수를 나타내며, n과 a는 각각 원하는 음높이와 기준 음높이에 할당된 숫자를 나타낸다. 이 n과 a의 숫자는 연속된 반음에 할당된 연속된 정수 목록에서 나온 것이다.
{\displaystyle {\begin{alignedat}{3}P_{40}&=440\left({\sqrt[{12}]{2}}\right)^{(40-49)}&&\approx 261.626\ \mathrm {Hz} \\P_{46}&=440\left({\sqrt[{12}]{2}}\right)^{(46-49)}&&\approx 369.994\ \mathrm {Hz} \end{alignedat}}}

## 순정률

5-한계는 12-ET로 근사된 간격이다.

12 평균율의 간격은 순정률의 일부 간격과 매우 유사하다.

## 같이 보기
- 평균율
- 순정률
- 미분음
- 온음계와 반음계
- 음률

## 참고문헌
- Partch, Harry (1979). 《Genesis of a Music》 2판. Da Capo Press. ISBN 0-306-80106-X.
- von Helmholtz, Hermann; Ellis, Alexander J. (1885). 《On the Sensations of Tone as a Physiological Basis for the Theory of Music》 2판. London: Longmans, Green.